# Igreja Presbiteriana de Trinidad e Tobago
A Igreja Presbiteriana de Trinidad e Tobago (IPTB) - em inglês Presbyterian Church of Trinidad and Tobago - é uma denominação reformada presbiteriana em Trinidad e Tobago. Foi formada colonos escoceses da Igreja da Escócia, em 1836.
Desde então, a denominação tornou-se conhecida pelo trabalho educacional em todo o país.
Em 2011, segundo o censo do país, o Presbiterianismo representava 3% da população do país, sendo a quarta maior família denominacional protestante do país.

## História
As igrejas presbiterianas são oriundas da Reforma Protestante do século XVI. São as igrejas cristãs protestantes que aderem à teologia reformada e cuja governo eclesiástico se caracteriza pelo governo de assembleia de presbíteros. O governo presbiteriano é comum nas igrejas protestantes que foram modeladas segundo a Reforma protestante suíça, notavelmente na Suíça, Escócia, Países Baixos, França e porções da Prússia, da Irlanda e, mais tarde, nos Estados Unidos.
O Presbiterianismo está presente em Trinidad e Tobago em 1833, a partir da chegada dos primeiros chegada de colonos escoceses. Em 1837, foi estabelecida a primeira congregação da Igreja da Escócia.
No mesmo ano, a Igreja Presbiteriana Reformada da América do Norte iniciou o trabalho missionário no país. Todavia, o referido trabalho foi encerrados dez anos depois. 
Em 1846, o missionário escocês Robert Kalley também passou por Trinidad, provendo a pregação do Protestantismo. 
Em 3 de outubro de 1845, o original 'Presbitério de Trinidad' foi devidamente constituído. Um de seus primeiros atos foi a ordenação do Rev. James Robertson.
A 18 de Janeiro de 1848, um madeirense, Arsenio Nicos De Silva, foi enviado como missionário aos refugiados madeirenses em Trinidad e foi devidamente ordenado pelo Presbitério de Trinidad como Ministro da Palavra e dos Sacramentos.
Em 1868, John Morton, missionário da Igreja Presbiteriana no Canadá, iniciou o trabalho no país.
Em 1870, o Dr. NH McGhirk, membro da Igreja Presbiteriana Cumberland de Missouri, EUA, que vivia e trabalhava em Trinidad, convidou sua igreja local a enviar um missionário a Trinidad. O Rev. S. Thomas Anderson foi nomeado para Trinidad e Venezuela em novembro de 1873, enquanto o Dr. McGhirk foi nomeado 'auxiliar leigo'.
O crescimento inicial da missão canadense foi impulsionado pelo alcance evangelístico e pelo estabelecimento de uma rede educacional. Em 1870, Morton juntou-se ao Rev. K. J. Grant, e até 1975 a igreja canadense enviou um fluxo de ministros, trabalhadoras, educadoras e administradores, bem como forneceu subsídios financeiros, que levaram a um empreendimento missionário vigoroso e bem estabelecido.
Em 1925, a Igreja Presbiteriana no Canadá se fundiu a outras duas denominações para formar a Igreja Unida do Canadá, que continuou apoiando a missão.
Em 1968, a Igreja Unida do Canadá decidiu encerrar gradualmente seu trabalho em Trinidad. Em 1977, a igreja tornou-se totalmente independente e autossuficiente.
Em 2004, a denominação tinha 40.000 membros, em 108 igrejas, sendo a quarta maior denominação protestante do país.

## Doutrina
A denominação permite a ordenação de mulheres e subscreve o Credo dos Apóstolos, Credo Niceno-Constantinopolitano e a Confissão de Westminster.

## Relações Intereclesiásticas
A denominação é membro do Conselho Mundial de Igrejas e da Comunhão Mundial das Igrejas Reformadas.